# Гранд-Рапідс (Мічиган)
Гранд-Рапідс (англ. Grand Rapids) — місто (англ. city) в США, в окрузі Кент штату Мічиган. Населення — 198 917 осіб (2020).

## Географія
Гранд-Рапідс розташований за координатами 42°57′40″ пн. ш. 85°39′20″ зх. д. / 42.96111° пн. ш. 85.65556° зх. д. (42.961156, -85.655570). За даними Бюро перепису населення США в 2010 році місто мало площу 117,24 км², з яких 114,98 км² — суходіл та 2,25 км² — водойми.

### Клімат
| Клімат : Гранд-Рапідс                               | Клімат : Гранд-Рапідс | Клімат : Гранд-Рапідс | Клімат : Гранд-Рапідс | Клімат : Гранд-Рапідс | Клімат : Гранд-Рапідс | Клімат : Гранд-Рапідс | Клімат : Гранд-Рапідс | Клімат : Гранд-Рапідс | Клімат : Гранд-Рапідс | Клімат : Гранд-Рапідс | Клімат : Гранд-Рапідс | Клімат : Гранд-Рапідс | Клімат : Гранд-Рапідс |
| Показник                                            | Січ.                  | Лют.                  | Бер.                  | Квіт.                 | Трав.                 | Черв.                 | Лип.                  | Серп.                 | Вер.                  | Жовт.                 | Лист.                 | Груд.                 | Рік                   |
| Абсолютний максимум, °C                             | 20,0                  | 20,6                  | 30,6                  | 32,2                  | 35,0                  | 38,9                  | 42,2                  | 38,9                  | 36,7                  | 31,7                  | 27,2                  | 20,6                  | 42,2                  |
| Середній максимум, °C                               | −0,7                  | 0,9                   | 6,9                   | 14,6                  | 20,8                  | 26,1                  | 28,2                  | 27,0                  | 22,8                  | 15,7                  | 8,5                   | 1,6                   | 14,4                  |
| Середній мінімум, °C                                | −7,7                  | −6,7                  | −2,8                  | 3,2                   | 8,8                   | 14,3                  | 16,8                  | 16,1                  | 11,5                  | 5,4                   | 0,6                   | −4,7                  | 4,6                   |
| Абсолютний мінімум, °C                              | −30                   | −31,1                 | −25                   | −16,1                 | −6,1                  | 0,0                   | 5,0                   | 3,9                   | −2,8                  | −7,8                  | −23,3                 | −27,8                 | −31,1                 |
| Середня кількість сонячних годин на місяць          | 88,3                  | 116,0                 | 168,2                 | 210,2                 | 255,9                 | 286,8                 | 296,5                 | 264,2                 | 206,0                 | 152,4                 | 82,0                  | 62,1                  | 2188                  |
| Норма опадів, мм                                    | 53                    | 45                    | 60                    | 85                    | 101                   | 96                    | 96                    | 91                    | 109                   | 83                    | 89                    | 64                    | 972                   |
| Днів з опадами                                      | 16,0                  | 12,2                  | 11,8                  | 12,7                  | 11,2                  | 10,1                  | 9,7                   | 9,6                   | 10,7                  | 11,8                  | 13,2                  | 16,0                  | 145,0                 |
| Днів зі снігом                                      | 14,9                  | 10,7                  | 6,4                   | 2,0                   | 0,1                   | 0                     | 0                     | 0                     | 0                     | 0,5                   | 4,2                   | 13,3                  | 52,1                  |
| Вологість повітря, %                                | 77.2                  | 74.2                  | 71.1                  | 66.8                  | 65.4                  | 68.1                  | 69.6                  | 73.3                  | 76.1                  | 74.6                  | 76.9                  | 79.5                  | 72.7                  |
| --------------------------------------------------- | --------------------- | --------------------- | --------------------- | --------------------- | --------------------- | --------------------- | --------------------- | --------------------- | --------------------- | --------------------- | --------------------- | --------------------- | --------------------- |
| Джерело: NOAA (relative humidity and sun 1961−1990) |                       |                       |                       |                       |                       |                       |                       |                       |                       |                       |                       |                       |                       |

## Демографія

### Перепис 2010
Згідно з переписом 2010 року, у місті мешкало 188 040 осіб у 72 126 домогосподарствах у складі 41 015 родин. Густота населення становила 1604 особи/км². Було 80619 помешкань (688/км²).
Расовий склад населення:
| - 64,6 % — білих - 20,9 % — чорних або афроамериканців - 1,9 % — азіатів - 0,7 % — корінних американців - 0,1 % — вихідців з тихоокеанських островів - 7,7 % — осіб інших рас |

До двох чи більше рас належало 4,2 %. Частка іспаномовних становила 15,6 % від усіх жителів.
За віковим діапазоном населення розподілялося таким чином: 24,7 % — особи молодші 18 років, 64,2 % — особи у віці 18—64 років, 11,1 % — особи у віці 65 років та старші. Медіана віку мешканця становила 30,8 року. На 100 осіб жіночої статі у місті припадало 94,9 чоловіків; на 100 жінок у віці від 18 років та старших — 92,0 чоловіків також старших 18 років.
Середній дохід на одне домашнє господарство становив 53 236 доларів США (медіана — 40 355), а середній дохід на одну сім'ю — 62 381 долар (медіана — 49 728). Медіана доходів становила 38 392 долари для чоловіків та 35 101 долар для жінок. За межею бідності перебувало 26,0 % осіб, у тому числі 36,2 % дітей у віці до 18 років та 10,6 % осіб у віці 65 років та старших.
Цивільне працевлаштоване населення становило 90 473 особи. Основні галузі зайнятості: освіта, охорона здоров'я та соціальна допомога — 25,4 %, виробництво — 16,8 %, мистецтво, розваги та відпочинок — 11,4 %, роздрібна торгівля — 10,5 %.

### Перепис 2000
За даними перепису 2000 року,
на території муніципалітету мешкало 193 396 людей, було 73 217 садиб та 44 369 сімей.
Густота населення становила 1711 осіб/км². Було 77960 житлових будинків.
З 73 217 садиб у 32,0 % проживали діти до 18 років, подружніх пар, що мешкали разом, було 40,3 %,
садиб, у яких господиня не мала чоловіка — 15,8 %, садиб без сім'ї — 39,4 %.
Власники 30,8 % садиб мали вік, що перевищував 65 років, а в 10,0 % садиб принаймні одна людина була старшою за 65 років.
Кількість людей у середньому на садибу становила 2,57, а в середньому на родину 3,24.
Середній річний дохід на садибу становив 37 224 доларів США, а на родину — 44 224 доларів США.
Чоловіки мали дохід 33 050 доларів, жінки — 26 382 доларів.
Середній вік населення становив 30 років.

## Уродженці
- Горас Карпентер (1875—1945) — американський актор, режисер і сценарист
- Стівен Гуссон (1889—1973) — американський художник-постановник і артдиректор
- Гелен ДеВос (1927—2017) — американська благодійниця, меценатка
- Пол Шредер (* 1946) — американський кінорежисер, сценарист) — американський кінорежисер, сценарист
- Джастін Амаш (* 1980) — американський політик-республіканець, член Палати представників США.